# 梶原夕希也
梶原 夕希也（かじわら ゆきや、1996年6月24日 - ）は、福岡県北九州市若松区出身の元サッカー選手。現役時代のポジションは、ディフェンダー。

## 来歴
2012年にギラヴァンツ北九州U-18に加入。
2014年、ギラヴァンツ北九州に2種登録選手として登録され、6月4日、2015年シーズンからのプロ契約を締結した。
同クラブでは初の2種登録選手であり、アカデミーからトップチームへ昇格した初の選手となった。2017年で契約満了に伴い退団。
同年12月に行われたJリーグ合同トライアウトに出場。
2018年1月29日、プロ2年目から潰瘍性大腸炎を患っていたことを公表、併せて現役引退と同時にギラヴァンツ北九州スクールコーチへの就任を発表した。

## 所属クラブ
- 2007年 - 2008年 折尾FC（北九州市立鴨生田小学校）
- 2009年 - 2011年 フラッププライドFC（北九州市立折尾中学校）
- 2012年 - 2014年 ギラヴァンツ北九州U-18（福岡県立折尾高等学校）
  - 2014年 ギラヴァンツ北九州（2種登録）
- 2015年 -2017  ギラヴァンツ北九州

## 個人成績
| 国内大会個人成績 | 国内大会個人成績 | 国内大会個人成績 | 国内大会個人成績 | 国内大会個人成績 | 国内大会個人成績 | 国内大会個人成績 | 国内大会個人成績 | 国内大会個人成績 | 国内大会個人成績 | 国内大会個人成績 | 国内大会個人成績 |
| 年度             | クラブ           | 背番号           | リーグ           | リーグ戦         | リーグ戦         | リーグ杯         | リーグ杯         | オープン杯       | オープン杯       | 期間通算         | 期間通算         |
| 年度             | クラブ           | 背番号           | リーグ           | 出場             | 得点             | 出場             | 得点             | 出場             | 得点             | 出場             | 得点             |
| 日本             | 日本             | 日本             | 日本             | リーグ戦         | リーグ戦         | リーグ杯         | リーグ杯         | 天皇杯           | 天皇杯           | 期間通算         | 期間通算         |
| ---------------- | ---------------- | ---------------- | ---------------- | ---------------- | ---------------- | ---------------- | ---------------- | ---------------- | ---------------- | ---------------- | ---------------- |
| 2015             | 北九州           | 26               | J2               | 0                | 0                | -                | -                | 0                | 0                | 0                | 0                |
| 2016             | 北九州           | 26               | J2               | 0                | 0                | -                | -                | 0                | 0                | 0                | 0                |
| 2017             | 北九州           | 26               | J3               | 0                | 0                | -                | -                | 1                | 0                | 1                | 0                |
| 通算             | 日本             | 日本             | J2               | 0                | 0                | -                | -                | 0                | 0                | 0                | 0                |
| 通算             | 日本             | 日本             | J3               | 0                | 0                | -                | -                | 1                | 0                | 1                | 0                |
| 総通算           | 総通算           | 総通算           | 総通算           | 0                | 0                | -                | -                | 1                | 0                | 1                | 0                |